# 泰通卡 (艾奥瓦州)
泰通卡（英語：Titonka）是一個位於美國愛荷華州科蘇特縣的城市。

## 地理
泰通卡的座標為43°14′12″N 94°02′31″W / 43.23667°N 94.04194°W，而該地的平均海拔高度為354米（即1151英尺）。

## 人口
根據2010年美國人口普查的數據，泰通卡的面積為0.73平方千米，當中陸地面積為0.73平方千米，而水域面積為0.00平方千米。當地共有人口476人，而人口密度為每平方千米652人。